# Morti il 2 agosto
| Questa pagina contiene informazioni ricavate automaticamente dalle voci biografiche con l'ausilio del template Bio e di un bot. L'aggiornamento è periodico e automatico e ricostruisce completamente la pagina. Se manca una persona in questa lista, sei pregato di non aggiungerla, ma accertati piuttosto che la sua voce biografica contenga il template Bio e che i dati anagrafici siano correttamente compilati. Se il template Bio manca, inseriscilo tu stesso o, in alternativa, metti l'avviso {{tmp\|Bio}} che ne segnala la mancanza. Se i dati riportati sono sbagliati, correggi direttamente la voce biografica; le modifiche saranno visibili in questa lista entro pochi giorni. Per chiarimenti vedi il progetto biografie. La lista contiene solo le 486 persone che sono citate nell'enciclopedia e per le quali è stato implementato correttamente il template Bio. Pagina aggiornata al 13 ago 2025. |

## III secolo a.C.(3)
- 216 a.C. - Marco Minucio Rufo, politico romano
- 216 a.C. - Lucio Emilio Paolo, politico e militare romano
- 216 a.C. - Gneo Servilio Gemino, romano

## III secolo(1)
- 257 - Papa Stefano I, papa, vescovo e santo romano

## VII secolo(2)
- 640 - Papa Severino, papa e vescovo
- 686 - Papa Giovanni V, papa e vescovo siriaco (n. 635)

## X secolo(1)
- 924 - Ethelweard, sovrano inglese (n. 902)

## XI secolo(3)
- 1058 - Giuditta di Schweinfurt, nobile boema (n. 1003)
- 1075 - Giovanni VIII Xifilino, arcivescovo ortodosso e scrittore bizantino (n. 1010)
- 1100 - Guglielmo II d'Inghilterra, re

## XII secolo(1)
- 1142 - Alessio Comneno, nobile bizantino (n. 1106)

## XIII secolo(4)
- 1205 - Giovanna d'Aza, nobile spagnola (n. 1135)
- 1222 - Raimondo VI di Tolosa, trovatore francese (n. 1156)
- 1288 - Alice di Bretagna, nobildonna francese (n. 1243)
- 1293 - Jean Cholet, cardinale francese

## XIV secolo(3)
- 1316 - Luigi di Borgogna, re (n. 1297)
- 1322 - Iolanda di Dreux, regina (n. 1263)
- 1332 - Cristoforo II di Danimarca, re (n. 1276)

## XV secolo(3)
- 1423 - Sulaiman Shah I di Kedah, sultano malese
- 1445 - Oswald von Wolkenstein, poeta e compositore tedesco
- 1451 - Elisabetta di Görlitz, duchessa (n. 1390)

## XVI secolo(11)
- 1512 - Alessandro Achillini, anatomista e filosofo italiano (n. 1463)
- 1514 - Giovanni Castriota Granai, condottiero e vescovo cattolico albanese
- 1548 - Enrico II di Münsterberg-Oels, nobile boemo (n. 1507)
- 1552 - Basilio il Benedetto, religioso e santo russo (n. 1468)
- 1575 - Ercole Contrari, nobile italiano
- 1575 - Cristoforo II di Baden-Rodemachern, nobile tedesco (n. 1537)
- 1576 - Lorenzo Sabatini, pittore italiano
- 1578 - Giovanni Leonardo Di Bona, scacchista italiano (n. 1533)
- 1589 - Enrico III di Francia, re (n. 1551)
- 1590 - Agostino Beccari, drammaturgo e poeta italiano
- 1592 - Domenico Grimaldi, arcivescovo cattolico italiano

## XVII secolo(16)
- 1604 - Diego Enríquez de Guzmán y de Toledo, politico e nobile spagnolo
- 1611 - Katō Kiyomasa, militare giapponese (n. 1562)
- 1620 - Carolus Luython, compositore e organista fiammingo (n. 1557)
- 1634 - Cosimo della Gherardesca, vescovo cattolico italiano (n. 1567)
- 1644 - Bernardo Strozzi, pittore e religioso italiano (n. 1581)
- 1648 - Claudia Francesca di Lorena, nobile francese (n. 1612)
- 1651 - Ercole Grimaldi, nobile monegasco (n. 1623)
- 1660 - Agostino Mitelli, pittore italiano (n. 1609)
- 1667 - Francesco Borromini, architetto italiano (n. 1599)
- 1668 - Annibale Gonzaga, militare italiano (n. 1602)
- 1678 - Willem Gabron, pittore fiammingo (n. 1619)
- 1686 - Sofia Edvige di Sassonia-Merseburg, principessa tedesca (n. 1660)
- 1688 - Dominique Biancolelli, attore teatrale italiano (n. 1636)
- 1691 - Federico I di Sassonia-Gotha-Altenburg, nobile tedesco (n. 1646)
- 1695 - Mattia de Rossi, ingegnere e architetto italiano (n. 1637)
- 1697 - Giuseppe Bologna, arcivescovo cattolico italiano (n. 1634)

## XVIII secolo(18)
- 1719 - Karol Stanisław Radziwiłł, nobile e politico polacco (n. 1669)
- 1730 - Michel Poncet de La Rivière, vescovo cattolico, predicatore e oratore francese (n. 1671)
- 1730 - Mattias Steuchius, arcivescovo luterano svedese (n. 1644)
- 1732 - Johann Hieronymus von Jungen, militare e generale austriaco (n. 1660)
- 1740 - René Hérault, politico, magistrato e nobile francese (n. 1691)
- 1740 - Elisabetta Sofia di Lorena, nobile francese (n. 1710)
- 1750 - Musli Kadin, ottomana (n. 1699)
- 1769 - Daniel Finch, VIII conte di Winchilsea, politico inglese (n. 1689)
- 1776 - Luigi Francesco di Borbone-Conti, nobile, diplomatico e generale francese (n. 1717)
- 1781 - Augusto Guglielmo di Brunswick-Bevern, generale prussiano (n. 1715)
- 1782 - Gregorio Maria Rocco, religioso italiano (n. 1700)
- 1784 - Simone Calimani, rabbino e scrittore italiano (n. 1699)
- 1788 - Nathaniel Cotton, poeta e medico inglese (n. 1707)
- 1788 - Thomas Gainsborough, pittore inglese (n. 1727)
- 1791 - Luisa Federica di Württemberg, duchessa (n. 1722)
- 1797 - Secondo Arò, avvocato e patriota italiano (n. 1769)
- 1797 - Felice Berruti, avvocato e patriota italiano (n. 1771)
- 1799 - Douglas Hamilton, VIII duca di Hamilton, nobile scozzese (n. 1756)

## XIX secolo(59)
- 1804 - Valentin Adamberger, tenore tedesco (n. 1740)
- 1805 - Francesco Valeriano Dellala, architetto italiano (n. 1731)
- 1810 - Carlotta Sofia di Sassonia-Coburgo-Saalfeld, nobile tedesca (n. 1731)
- 1811 - Guillaume du Barry, nobile francese (n. 1732)
- 1812 - Juan de Salinas y Zenitagoya, militare e politico ecuadoriano (n. 1755)
- 1815 - Guillaume Marie-Anne Brune, generale francese (n. 1763)
- 1819 - Teodoro Viero, editore e incisore italiano (n. 1740)
- 1821 - Philibert Fressinet, generale francese (n. 1767)
- 1823 - Lazare Carnot, generale, matematico e fisico francese (n. 1753)
- 1823 - Vincent Martel Deconchy, militare francese (n. 1768)
- 1825 - Ambrogio Minoja, compositore e clavicembalista italiano (n. 1752)
- 1826 - Alexandre Digeon, generale, politico e nobile francese (n. 1771)
- 1826 - George Finch, IX conte di Winchilsea, nobile inglese (n. 1752)
- 1827 - James Hewitt, musicista e editore musicale britannico (n. 1770)
- 1834 - Harriet Arbuthnot, scrittrice britannica (n. 1793)
- 1835 - Ferdinand August von Spiegel, arcivescovo cattolico tedesco (n. 1764)
- 1836 - Carlos Frederico Lecor, generale e politico portoghese (n. 1764)
- 1840 - Jean-Nicolas Huyot, architetto francese (n. 1780)
- 1846 - Mary Austin Holley, scrittrice statunitense (n. 1784)
- 1846 - Fiorentino di Salm-Salm, principe tedesco (n. 1786)
- 1849 - Mehmet Ali, condottiero e politico ottomano (n. 1769)
- 1850 - Domenico Udine Nani, pittore italiano (n. 1784)
- 1851 - Amatore Sciesa, patriota italiano (n. 1814)
- 1857 - Adelaide Antici Leopardi, nobildonna italiana (n. 1778)
- 1859 - Horace Mann, educatore e politico statunitense (n. 1796)
- 1861 - Aaron Clark, politico statunitense (n. 1787)
- 1861 - Sidney Herbert, I barone di Lea, nobile inglese (n. 1810)
- 1861 - Gioacchino Ventura, predicatore, filosofo e teologo italiano (n. 1792)
- 1865 - Nicola Mazza, presbitero e educatore italiano (n. 1790)
- 1868 - Edward Blakeney, generale britannico (n. 1778)
- 1868 - Jacques Boucher de Crèvecœur de Perthes, geologo, archeologo e antiquario francese (n. 1788)
- 1869 - Thomas Medwin, poeta e traduttore britannico (n. 1788)
- 1869 - Luigi Poletti, ingegnere, architetto e filantropo italiano (n. 1792)
- 1871 - Hippolyte Gerbaix de Sonnaz, politico francese (n. 1783)
- 1872 - Jane Johnson, statunitense
- 1873 - Giuseppe Milesi Pironi Ferretti, cardinale italiano (n. 1817)
- 1874 - Heinrich Ahrens, filosofo e giurista tedesco (n. 1808)
- 1874 - Albert Veiel, dermatologo tedesco (n. 1806)
- 1875 - Pasquale Altavilla, attore teatrale e drammaturgo italiano (n. 1806)
- 1875 - Francesco De Luca, avvocato, politico e patriota italiano (n. 1811)
- 1875 - Ernest Stamm, ingegnere francese (n. 1834)
- 1876 - Wild Bill Hickok, pistolero statunitense (n. 1837)
- 1879 - Bernardino Zendrini, germanista, critico letterario e traduttore italiano (n. 1839)
- 1880 - Juan Eugenio Hartzenbusch, drammaturgo, scrittore e filologo spagnolo (n. 1806)
- 1880 - Henri Lemaire, scultore e politico francese (n. 1798)
- 1881 - Marcus Clarke, scrittore e poeta australiano (n. 1846)
- 1883 - Pierre Auguste Cot, pittore francese (n. 1837)
- 1884 - Paul Abadie, architetto francese (n. 1812)
- 1887 - Alessandro La Volpe, pittore italiano (n. 1820)
- 1888 - Alfredo di Salm-Reifferscheid-Dyck, principe, politico e militare tedesco (n. 1811)
- 1890 - Charles Roach Smith, antiquario, numismatico e archeologo britannico (n. 1807)
- 1891 - Aleksandr Grigor'evič Stroganov, generale e politico russo (n. 1795)
- 1891 - George Washington Williams, politico, giornalista e avvocato statunitense (n. 1849)
- 1892 - Rafael Rodríguez Arias, ammiraglio e politico spagnolo (n. 1823)
- 1893 - Antonio Picozzi, poeta, scrittore e patriota italiano (n. 1824)
- 1895 - Curt Schimmelbusch, chirurgo tedesco (n. 1860)
- 1895 - Joseph Thomson, esploratore britannico (n. 1858)
- 1898 - Edward Aveling, politico inglese (n. 1849)
- 1900 - Raisa L'vovna Grossman, rivoluzionaria russa (n. 1858)

## XX secolo(223)
- 1901 - Giuseppe Mirabelli, giurista e politico italiano (n. 1817)
- 1902 - Vito Nicola De Nicolò, avvocato, giornalista e politico italiano (n. 1850)
- 1903 - Edmond Nocard, veterinario e microbiologo francese (n. 1850)
- 1906 - Malinda Cramer, teologa statunitense (n. 1844)
- 1908 - John Roddam Spencer Stanhope, pittore inglese (n. 1829)
- 1908 - Albert Venn, giocatore di lacrosse statunitense (n. 1867)
- 1909 - Rudolf Swideriski, scacchista tedesco (n. 1878)
- 1910 - Giulio Grimaldi, filologo, scrittore e poeta italiano (n. 1873)
- 1911 - Bob Cole, compositore, attore e drammaturgo statunitense (n. 1868)
- 1912 - Albert Ulrik Bååth, scrittore e poeta svedese (n. 1853)
- 1914 - Gabriel Dupont, compositore francese (n. 1878)
- 1914 - John Philip Holland, ingegnere irlandese (n. 1840)
- 1914 - Albert Mayer, militare tedesco (n. 1892)
- 1914 - Jules-André Peugeot, militare francese (n. 1893)
- 1915 - Nicola Pizi, militare italiano (n. 1891)
- 1915 - Giovanni Zini, calciatore italiano (n. 1894)
- 1916 - Vincenzo Ottorino Gentiloni, politico italiano (n. 1865)
- 1916 - Maria Eufrasia Iaconis, religiosa italiana (n. 1867)
- 1916 - Teodoro Mariani, canottiere italiano (n. 1882)
- 1918 - George Leslie Drewry, militare britannico (n. 1894)
- 1918 - Martin Krause, pianista e critico musicale tedesco (n. 1853)
- 1919 - Christoph Friedrich Blumhardt, teologo e politico tedesco (n. 1842)
- 1919 - Angelo Lanzoni, ingegnere e imprenditore italiano (n. 1851)
- 1919 - Tullo Morgagni, giornalista e dirigente sportivo italiano (n. 1881)
- 1919 - Luigi Ridolfi, militare e aviatore italiano (n. 1894)
- 1921 - Jean Agélou, fotografo francese (n. 1878)
- 1921 - Enrico Caruso, tenore italiano (n. 1873)
- 1922 - Alexander Graham Bell, ingegnere, inventore e scienziato britannico (n. 1847)
- 1922 - Mina Kruseman, scrittrice, attrice e commediografa olandese (n. 1839)
- 1923 - Warren G. Harding, politico statunitense (n. 1865)
- 1923 - Jacoba van Heemskerck, pittrice e vetraia olandese (n. 1876)
- 1925 - Laura Rappoldi, pianista austriaca (n. 1853)
- 1925 - Evgenija Pavlovna Sokolova, ballerina russa (n. 1850)
- 1926 - Roberto Trompowsky, militare e insegnante brasiliano (n. 1853)
- 1928 - Fred Sanderson, tennista statunitense (n. 1872)
- 1929 - Mae Costello, attrice statunitense (n. 1882)
- 1931 - Kinue Hitomi, lunghista, discobola e giavellottista giapponese (n. 1907)
- 1931 - Giovanni Monti, calciatore e aviatore italiano (n. 1900)
- 1932 - Dan Brouthers, giocatore di baseball statunitense (n. 1858)
- 1932 - Ignaz Seipel, politico austriaco (n. 1876)
- 1934 - Luigi Comel, pittore italiano (n. 1866)
- 1934 - Paul von Hindenburg, generale e politico tedesco (n. 1847)
- 1934 - Carl-Friedrich von Langen, cavaliere tedesco (n. 1887)
- 1934 - Aram Yerganian, rivoluzionario armeno (n. 1900)
- 1934 - Lucille Young, attrice francese (n. 1892)
- 1936 - Louis Blériot, pioniere dell'aviazione e ingegnere francese (n. 1872)
- 1936 - Francesco Calvo Burillo, presbitero spagnolo (n. 1881)
- 1936 - Giovanni Díaz Nosti, presbitero spagnolo (n. 1880)
- 1936 - Ceferino Giménez Malla, beato spagnolo (n. 1861)
- 1936 - Filippo di Gesù Munárriz Azcona, presbitero spagnolo (n. 1875)
- 1936 - Leonzio Pérez Ramos, presbitero spagnolo (n. 1875)
- 1937 - Artur Sirk, politico estone (n. 1900)
- 1938 - Frank Barnwell, ingegnere e aviatore britannico (n. 1880)
- 1938 - Lewis Clive, canottiere britannico (n. 1910)
- 1938 - Jakov Michajlovič Jurovskij, rivoluzionario russo (n. 1878)
- 1938 - Adolf Jülicher, teologo e biblista tedesco (n. 1857)
- 1938 - Malcolm Donald Murray, ufficiale scozzese (n. 1867)
- 1939 - Giuseppe Alongi, poliziotto e saggista italiano (n. 1858)
- 1939 - Harvey Spencer Lewis, mistico e filosofo statunitense (n. 1883)
- 1939 - René Wiener, artista francese (n. 1855)
- 1941 - Pierre Levasseur, ingegnere e aviatore francese (n. 1890)
- 1942 - Tat'jana Marinenko, partigiana sovietica (n. 1920)
- 1943 - Pietro Bianchi, militare e aviatore italiano (n. 1915)
- 1943 - Miyagi Yotoku, pittore giapponese (n. 1903)
- 1944 - Helene Hannemann, infermiera tedesca
- 1944 - Charles Hardinge, I barone Hardinge di Penshurst, diplomatico britannico (n. 1858)
- 1944 - Krystyna Krahelska, poetessa e etnografa polacca (n. 1914)
- 1945 - Pietro Mascagni, compositore e direttore d'orchestra italiano (n. 1863)
- 1945 - Emil von Reznicek, compositore e direttore d'orchestra austriaco (n. 1860)
- 1946 - Carlo di Leiningen, principe tedesco (n. 1898)
- 1946 - Andrej Andreevič Vlasov, generale sovietico (n. 1901)
- 1947 - Tomás Berreta, politico uruguaiano (n. 1875)
- 1947 - Luigi Jacono, archeologo, ingegnere e saggista italiano (n. 1866)
- 1947 - Aldobrando Medici Tornaquinci, imprenditore e politico italiano (n. 1909)
- 1948 - Seth Hoffman, pittore, incisore e insegnante statunitense (n. 1895)
- 1949 - Arnold Büscher, militare tedesco (n. 1899)
- 1950 - Alberto Costa, vescovo cattolico italiano (n. 1873)
- 1950 - Alfréd Eross, vescovo cattolico rumeno (n. 1909)
- 1950 - Luigi Lavitrano, cardinale e arcivescovo cattolico italiano (n. 1874)
- 1950 - Elisabetta di Lussemburgo, principessa lussemburghese (n. 1901)
- 1950 - Giuseppe Rolla, vescovo cattolico italiano (n. 1877)
- 1950 - Plinio Romaneschi, paracadutista svizzero (n. 1890)
- 1951 - Maria Artini, ingegnera italiana (n. 1894)
- 1951 - Enrico Dante Fantappiè, architetto italiano (n. 1869)
- 1951 - Giuseppe Muscatello, chirurgo e politico italiano (n. 1866)
- 1951 - John Paine, tiratore a segno statunitense (n. 1870)
- 1952 - Charles K. French, attore statunitense (n. 1860)
- 1952 - Karel Lamač, regista, sceneggiatore e attore ceco (n. 1887)
- 1952 - Johann Lemmerz, progettista e imprenditore tedesco (n. 1878)
- 1952 - J. Farrell MacDonald, attore e regista statunitense (n. 1875)
- 1954 - Teodor Regedziński, scacchista polacco (n. 1894)
- 1954 - Umberto Tirelli, disegnatore italiano (n. 1871)
- 1955 - Rupprecht di Baviera, nobile tedesco (n. 1869)
- 1955 - Giustino Russolillo, presbitero italiano (n. 1891)
- 1955 - Wallace Stevens, poeta statunitense (n. 1879)
- 1956 - Massimo Boario, compositore e direttore di banda italiano (n. 1880)
- 1956 - Albert Woolson, militare statunitense (n. 1847)
- 1957 - Georges Hébert, insegnante francese (n. 1875)
- 1957 - Ubaldo Magnavacca, pittore, incisore e scultore italiano (n. 1885)
- 1957 - Joe Shulman, contrabbassista statunitense (n. 1923)
- 1958 - Michele Navarra, mafioso italiano (n. 1905)
- 1959 - Jean Benoît-Lévy, regista francese (n. 1888)
- 1959 - Arthur Jeffery, orientalista e arabista australiano (n. 1892)
- 1960 - Francesca French, missionaria britannica (n. 1871)
- 1960 - Pierre Gervais, velista francese (n. 1870)
- 1960 - Bob Gutowski, astista statunitense (n. 1935)
- 1960 - Jules Lowie, ciclista su strada belga (n. 1913)
- 1960 - Peter Mole, inventore italiano (n. 1891)
- 1961 - Federico Pinna Berchet, dirigente pubblico italiano (n. 1898)
- 1962 - Emil Krause, calciatore tedesco (n. 1908)
- 1962 - Armand de Gramont, nobile e scienziato francese (n. 1879)
- 1963 - Gjorgji Abadžiev, scrittore macedone (n. 1910)
- 1963 - Oliver La Farge, scrittore e antropologo statunitense (n. 1901)
- 1963 - Enea Venturi, imprenditore, pubblicista e politico italiano (n. 1888)
- 1964 - Olga Desmond, attrice e danzatrice tedesca (n. 1890)
- 1964 - Carel Godin de Beaufort, pilota automobilistico olandese (n. 1934)
- 1965 - Aldo Borelli, giornalista italiano (n. 1890)
- 1965 - František Langer, drammaturgo ceco (n. 1888)
- 1965 - Tullio Marengoni, ingegnere e progettista italiano (n. 1881)
- 1965 - Friedrich Wimmer, generale, avvocato e archeologo austriaco (n. 1897)
- 1967 - Vincenzo Azzolini, banchiere italiano (n. 1881)
- 1967 - Carlo Parmeggiani, pittore e illustratore italiano (n. 1881)
- 1967 - Pietro Povero, calciatore italiano (n. 1899)
- 1968 - Sandro De Feo, scrittore, giornalista e sceneggiatore italiano (n. 1905)
- 1968 - Melitón Manzanas, poliziotto spagnolo (n. 1909)
- 1968 - Ralph Wells, cestista statunitense (n. 1940)
- 1969 - Giuseppe Cenzato, imprenditore italiano (n. 1882)
- 1969 - Leslie Cliff, pattinatore artistico su ghiaccio britannico (n. 1908)
- 1969 - Federico Sargolini, vescovo cattolico italiano (n. 1891)
- 1970 - Salvatore Cherubino, matematico italiano (n. 1885)
- 1970 - Jean Dessès, stilista greco (n. 1904)
- 1971 - Ludwig Marcuse, filosofo tedesco (n. 1894)
- 1972 - Vadim Borisovskij, violista sovietico (n. 1900)
- 1972 - Rudolph Ganz, compositore, pianista e direttore d'orchestra svizzero (n. 1877)
- 1973 - Enghel Barbieri, calciatore italiano (n. 1898)
- 1973 - Pasquale Cortese, politico italiano (n. 1901)
- 1973 - Jón Jónsson, nuotatore e pallanuotista islandese (n. 1908)
- 1973 - Pietro Lizier, politico italiano (n. 1896)
- 1973 - Aldo Maina, politico italiano (n. 1929)
- 1973 - Jean-Pierre Melville, regista, sceneggiatore e produttore cinematografico francese (n. 1917)
- 1973 - Rosetta Pampanini, soprano italiano (n. 1896)
- 1974 - Ralph Saint-Germain, hockeista su ghiaccio canadese (n. 1904)
- 1975 - Jean Yarbrough, regista statunitense (n. 1901)
- 1976 - Cecilia, cantautrice spagnola (n. 1948)
- 1976 - Remo Gambelli, generale italiano (n. 1880)
- 1976 - László Kalmár, matematico ungherese (n. 1905)
- 1976 - Fritz Lang, regista, sceneggiatore e scrittore austriaco (n. 1890)
- 1976 - Peter Watts, tecnico del suono britannico (n. 1946)
- 1977 - Manuel Gonçalves Cerejeira, cardinale e patriarca cattolico portoghese (n. 1888)
- 1977 - Howard Everest Hinton, entomologo britannico (n. 1912)
- 1978 - Carlos Chávez, compositore e direttore d'orchestra messicano (n. 1899)
- 1978 - Antony Noghès, dirigente sportivo monegasco (n. 1890)
- 1978 - Battista Tresoldi, calciatore italiano (n. 1930)
- 1979 - Víctor Raúl Haya de la Torre, politico peruviano (n. 1895)
- 1979 - Maria Adelaide di Savoia-Genova, principessa italiana (n. 1904)
- 1980 - Gigi Ballista, attore italiano (n. 1918)
- 1980 - Page Belcher, politico e avvocato statunitense (n. 1889)
- 1980 - Donald Ogden Stewart, scrittore e sceneggiatore statunitense (n. 1894)
- 1980 - Taulero Zulberti, giornalista, scrittore e traduttore italiano (n. 1896)
- 1981 - Josef Breuer, compositore di scacchi tedesco (n. 1903)
- 1981 - Delfo Cabrera, maratoneta argentino (n. 1919)
- 1981 - Stefanie Clausen, tuffatrice danese (n. 1900)
- 1981 - Kieran Doherty, attivista nordirlandese (n. 1955)
- 1981 - Luigi Fiorentino, poeta e saggista italiano (n. 1913)
- 1982 - Carla Lonzi, attivista, saggista e critica d'arte italiana (n. 1931)
- 1982 - Cathleen Nesbitt, attrice britannica (n. 1888)
- 1983 - James Jamerson, bassista statunitense (n. 1936)
- 1983 - Rudolf Kotormány, calciatore rumeno (n. 1911)
- 1983 - Augusto Migliorini, militare, marinaio e partigiano italiano (n. 1911)
- 1984 - Quirino Cristiani, disegnatore, animatore e regista italiano (n. 1896)
- 1984 - Monteiro da Costa, calciatore e allenatore di calcio portoghese (n. 1928)
- 1984 - Niyazi, direttore d'orchestra e compositore sovietico (n. 1912)
- 1984 - Francesco Speranza, pittore italiano (n. 1902)
- 1985 - Frank Faylen, attore statunitense (n. 1905)
- 1985 - Bob Holt, attore e doppiatore statunitense (n. 1928)
- 1985 - João Pereira Venâncio, vescovo cattolico portoghese (n. 1904)
- 1986 - Roy Cohn, avvocato statunitense (n. 1927)
- 1986 - Paolo Vita-Finzi, ambasciatore, giornalista e saggista italiano (n. 1899)
- 1987 - Mangkunegara VIII, sovrano indonesiano (n. 1925)
- 1987 - Aileen Meagher, velocista canadese (n. 1910)
- 1988 - Steve Anderson, ostacolista statunitense (n. 1906)
- 1988 - Raymond Carver, scrittore, poeta e saggista statunitense (n. 1938)
- 1988 - Dino Gambetti, pittore italiano (n. 1907)
- 1988 - José Magriñá, calciatore cubano (n. 1912)
- 1989 - Luiz Gonzaga, cantante, fisarmonicista e compositore brasiliano (n. 1912)
- 1990 - Fahad Al-Ahmed Al-Jaber Al-Sabah, dirigente sportivo kuwaitiano (n. 1945)
- 1990 - Adonias Filho, giornalista, critico letterario e saggista brasiliano (n. 1915)
- 1990 - Al Guokas, cestista statunitense (n. 1925)
- 1990 - Vito Natale Labate, calciatore italiano (n. 1909)
- 1990 - Norman Maclean, scrittore statunitense (n. 1902)
- 1991 - Bob Perina, giocatore di football americano statunitense (n. 1921)
- 1992 - Michel Berger, cantautore e produttore discografico francese (n. 1947)
- 1992 - Tomás Vaquero, vescovo cattolico brasiliano (n. 1914)
- 1993 - Guido Del Mestri, cardinale e arcivescovo cattolico italiano (n. 1911)
- 1993 - Hosai Fujisawa, goista giapponese (n. 1919)
- 1993 - Janusz Sidło, giavellottista polacco (n. 1933)
- 1994 - Eduardo Folle, cestista uruguaiano (n. 1922)
- 1994 - Bert Freed, attore statunitense (n. 1919)
- 1994 - Kelpo Gröndahl, lottatore finlandese (n. 1920)
- 1994 - Eigil Pedersen, scacchista e compositore di scacchi danese (n. 1917)
- 1995 - Lillian Bronson, attrice statunitense (n. 1902)
- 1995 - Giancarlo Mazzacurati, critico letterario, filologo e storico della letteratura italiano (n. 1936)
- 1995 - Juan López Moctezuma, regista messicano (n. 1932)
- 1996 - James Joseph Byrne, arcivescovo cattolico statunitense (n. 1908)
- 1996 - Michel Debré, partigiano e politico francese (n. 1912)
- 1996 - Jimmy Glazzard, calciatore inglese (n. 1923)
- 1996 - Aleksandr Ėmmanuilovič Nudel'man, ingegnere sovietico (n. 1912)
- 1996 - Obdulio Varela, calciatore uruguaiano (n. 1917)
- 1997 - William S. Burroughs, scrittore, saggista e pittore statunitense (n. 1914)
- 1997 - Feim Ibrahimi, compositore albanese (n. 1935)
- 1997 - James Krüss, scrittore e illustratore tedesco (n. 1926)
- 1997 - Fela Kuti, rivoluzionario e musicista nigeriano (n. 1938)
- 1998 - Otto Bumbel, allenatore di calcio brasiliano (n. 1914)
- 1998 - Jim Hadnot, cestista statunitense (n. 1940)
- 1998 - Shari Lewis, personaggio televisivo e doppiatrice statunitense (n. 1934)
- 1998 - Luigi Mainardi, calciatore italiano (n. 1939)
- 1999 - Sunthorn Kongsompong, militare e politico thailandese (n. 1931)
- 1999 - Willie Morris, giornalista e sceneggiatore statunitense (n. 1934)
- 1999 - Noêmia Assumpção, cestista brasiliana
- 1999 - Jim Slaughter, cestista statunitense (n. 1928)
- 2000 - Howie McCarty, cestista statunitense (n. 1919)
- 2000 - Madeleine Mourgues, modella francese (n. 1906)
- 2000 - Patricia Moyes, scrittrice, drammaturga e sceneggiatrice britannica (n. 1923)

## XXI secolo(136)
- 2001 - Mario Alesini, cestista italiano (n. 1931)
- 2001 - Vincenzo Capelli, militare italiano (n. 1916)
- 2001 - Valerie Davies, nuotatrice britannica (n. 1912)
- 2001 - Melina Pignatelli, cantante lirica italiana (n. 1917)
- 2002 - Manfred Braschler, calciatore svizzero (n. 1958)
- 2002 - Magda László, soprano ungherese (n. 1912)
- 2002 - Joseph Aloysius Sullivan, funzionario statunitense (n. 1917)
- 2003 - Eletto Alessandri, fantino italiano (n. 1927)
- 2003 - Tony Cavanagh, calciatore nordirlandese (n. 1949)
- 2003 - Ken Coote, calciatore inglese (n. 1928)
- 2003 - Marcello Di Puccio, politico italiano (n. 1919)
- 2003 - Vladimir Golovanov, sollevatore sovietico (n. 1938)
- 2003 - Paulinho Nogueira, cantante, compositore e chitarrista brasiliano (n. 1929)
- 2003 - Armando Sabatini, politico italiano (n. 1908)
- 2003 - Salama Soliman, critico letterario e italianista egiziano (n. 1939)
- 2003 - Lesley Woods, attrice statunitense (n. 1910)
- 2004 - Heinrich Mark, politico e avvocato estone (n. 1911)
- 2004 - José Pastoriza, calciatore e allenatore di calcio argentino (n. 1942)
- 2004 - Arturo Tolentino, politico filippino (n. 1910)
- 2004 - Don Tosti, musicista, compositore e violoncellista statunitense (n. 1923)
- 2005 - Sandro Bolchi, regista italiano (n. 1924)
- 2005 - Jay Hammond, politico statunitense (n. 1922)
- 2005 - Rudolf Tajcnár, hockeista su ghiaccio slovacco (n. 1948)
- 2006 - Tranquillo Giustina, scrittore e poeta italiano (n. 1929)
- 2006 - Ken Hahn, pallanuotista statunitense (n. 1928)
- 2006 - Audrey Lindvall, modella statunitense (n. 1982)
- 2006 - Kim McLagan, modella britannica (n. 1948)
- 2006 - Rolando Mignani, artista e poeta italiano (n. 1937)
- 2007 - Ed Brown, giocatore di football americano statunitense (n. 1928)
- 2007 - Ângelo Paulino de Souza, calciatore, avvocato e politico brasiliano (n. 1953)
- 2007 - Anna Maria Rimoaldi, regista e sceneggiatrice italiana (n. 1924)
- 2007 - Holden Roberto, politico e guerrigliero angolano (n. 1923)
- 2008 - Afonso de Azevedo Évora, cestista brasiliano (n. 1918)
- 2008 - Fujio Akatsuka, fumettista e comico giapponese (n. 1935)
- 2008 - Gino Birindelli, ammiraglio e politico italiano (n. 1911)
- 2008 - Gianni De Rosa, calciatore italiano (n. 1956)
- 2008 - Charles H. Gray, attore statunitense (n. 1921)
- 2008 - Meherban Karim, alpinista pakistano (n. 1979)
- 2009 - Giorgio Azzaroni, pittore italiano (n. 1939)
- 2009 - Stan Brown, cestista statunitense (n. 1929)
- 2009 - Adolf Endler, scrittore, poeta e giornalista tedesco (n. 1930)
- 2009 - Giovanni Jervis, psichiatra italiano (n. 1933)
- 2009 - Rossana Ombres, poetessa, scrittrice e giornalista italiana (n. 1931)
- 2009 - Billy Lee Riley, cantante statunitense (n. 1933)
- 2009 - Francesco Tabladini, politico italiano (n. 1942)
- 2010 - Antônio Ariosto de Barros Perlingeiro, calciatore brasiliano (n. 1928)
- 2010 - José María Silvero, allenatore di calcio e calciatore argentino (n. 1931)
- 2010 - Giovanni Ventura, terrorista e editore italiano (n. 1944)
- 2011 - Baruj Benacerraf, fisiologo e immunologo venezuelano (n. 1920)
- 2011 - Vittorio Citterich, giornalista e scrittore italiano (n. 1930)
- 2011 - Andrej Petrovič Kapica, geografo russo (n. 1931)
- 2011 - Carlo Pastorino, politico italiano (n. 1925)
- 2011 - Attilio Pavesi, ciclista su strada e pistard italiano (n. 1910)
- 2011 - Venere Pizzinato, supercentenaria italiana (n. 1896)
- 2011 - Žanna Prochorenko, attrice sovietica (n. 1940)
- 2012 - Thor Axelsson, canoista finlandese (n. 1921)
- 2012 - Antonio Bariffi, hockeista su ghiaccio e dirigente sportivo svizzero (n. 1928)
- 2012 - Jacques Caufrier, pallanuotista belga (n. 1942)
- 2012 - John Keegan, storico, insegnante e giornalista inglese (n. 1934)
- 2012 - Mark Klastorin, doppiatore statunitense (n. 1951)
- 2012 - Adrian Komu, calciatore papuano (n. 1983)
- 2012 - Giovanni Lucchi, archettaio italiano (n. 1942)
- 2012 - Marguerite Piazza, soprano e filantropa statunitense (n. 1920)
- 2012 - Cesare Pinarello, pistard, ciclista su strada e dirigente sportivo italiano (n. 1932)
- 2012 - Ruy de Freitas, cestista e allenatore di pallacanestro brasiliano (n. 1916)
- 2012 - Óscar Sastre, calciatore argentino (n. 1920)
- 2012 - Harald Wehner, calciatore tedesco orientale (n. 1938)
- 2013 - Patricia Anthony, scrittrice statunitense (n. 1947)
- 2013 - Kurt Ehrmann, calciatore tedesco (n. 1922)
- 2013 - George Hauptfuhrer, cestista statunitense (n. 1926)
- 2013 - Alla Kušnir, scacchista israeliana (n. 1941)
- 2014 - Luciano Borgognoni, ciclista su strada e pistard italiano (n. 1951)
- 2014 - Domenico Ligresti, storico italiano (n. 1946)
- 2014 - Barbara Prammer, politica austriaca (n. 1954)
- 2014 - Ol'ga Voronec, cantante russa (n. 1926)
- 2014 - Hermann Weißauer, chimico e compositore di scacchi tedesco (n. 1920)
- 2015 - Giovanni Conso, giurista italiano (n. 1922)
- 2015 - Piet Fransen, calciatore olandese (n. 1936)
- 2015 - Ken Lewis, cantante, paroliere e produttore discografico britannico (n. 1942)
- 2015 - Natal'ja Molčanova, apneista russa (n. 1962)
- 2015 - Orlando Orfei, circense italiano (n. 1920)
- 2015 - Raimondo Rizzu, politico italiano (n. 1930)
- 2015 - Giuseppe Rovelli, atleta italiano (n. 1918)
- 2015 - Jean-Claude Samuel, calciatore francese (n. 1921)
- 2016 - Terence Bayler, attore neozelandese (n. 1930)
- 2016 - Eduardo Grispo, calciatore argentino (n. 1939)
- 2016 - David Huddleston, attore statunitense (n. 1930)
- 2016 - Franciszek Macharski, cardinale e arcivescovo cattolico polacco (n. 1927)
- 2016 - Guglielmo Minervini, politico italiano (n. 1961)
- 2016 - Ahmed Zewail, chimico e fisico egiziano (n. 1946)
- 2017 - Lila Acosta, cestista paraguaiana (n. 1928)
- 2017 - Angelo Castelli, politico e avvocato italiano (n. 1928)
- 2017 - Gheorge Danielov, canoista rumeno (n. 1948)
- 2017 - Daniel Licht, compositore e musicista statunitense (n. 1957)
- 2017 - Alassane Meité, cestista ivoriano (n. 1991)
- 2017 - Ely Tacchella, calciatore svizzero (n. 1936)
- 2018 - Nino Cristiani, direttore della fotografia italiano (n. 1926)
- 2018 - Edoardo Farina, compositore, clavicembalista e pianista italiano (n. 1939)
- 2018 - Federico Hoefer, poeta, scrittore e giornalista italiano (n. 1930)
- 2018 - Armand de Las Cuevas, ciclista su strada e pistard francese (n. 1968)
- 2018 - Ligia Lezama, scrittrice, sceneggiatrice e autrice televisiva venezuelana (n. 1935)
- 2018 - Salvatore Meleleo, politico e medico italiano (n. 1929)
- 2018 - Winston Ntshona, attore e drammaturgo sudafricano (n. 1941)
- 2018 - Viktor Tjumenev, hockeista su ghiaccio sovietico (n. 1957)
- 2018 - Ferdinand Willeit, politico e manager italiano (n. 1938)
- 2018 - Givi Čikvanaja, pallanuotista sovietico (n. 1939)
- 2019 - Gunder Bengtsson, allenatore di calcio svedese (n. 1946)
- 2019 - Mara Del Rio, cantante e produttrice discografica italiana (n. 1927)
- 2019 - Roberto Merlone, chitarrista, compositore e cantante italiano (n. 1958)
- 2019 - Ai Morinaga, fumettista giapponese (n. 1981)
- 2019 - Stuart O'Connell, vescovo cattolico neozelandese (n. 1935)
- 2020 - Gregory Areshian, storico e archeologo armeno (n. 1949)
- 2020 - Bruno Dettori, politico italiano (n. 1941)
- 2020 - Leon Fleisher, pianista e direttore d'orchestra statunitense (n. 1928)
- 2020 - Krăstina G'oševa, cestista bulgara (n. 1932)
- 2020 - Jean-Louis Leonetti, calciatore francese (n. 1938)
- 2020 - Žaqsylyq Üškempirov, lottatore kazako (n. 1951)
- 2021 - Luigi Paleari, calciatore italiano (n. 1941)
- 2021 - Barbara Sipes, cestista statunitense (n. 1935)
- 2021 - Antonio de la Torre, calciatore messicano (n. 1951)
- 2022 - Melissa Bank, scrittrice statunitense (n. 1960)
- 2022 - Luis Augusto Castro Quiroga, arcivescovo cattolico colombiano (n. 1942)
- 2022 - Julio César Gómez, cestista uruguaiano (n. 1940)
- 2022 - Michele Sellitti, politico italiano (n. 1936)
- 2022 - Friedrich-Wilhelm von Herrmann, filosofo tedesco (n. 1934)
- 2023 - Élisabeth di Chimay, principessa belga (n. 1926)
- 2023 - Frank Lino, mafioso e collaboratore di giustizia statunitense (n. 1938)
- 2023 - Antonio Nitto, pattinatore di velocità su ghiaccio italiano (n. 1938)
- 2023 - Oxana Pavlyk, pallamanista ucraina (n. 1976)
- 2024 - Jorge Bogarín, cestista paraguaiano (n. 1938)
- 2024 - Tommy Cassidy, calciatore e allenatore di calcio nordirlandese (n. 1950)
- 2024 - Sergio Codognato, calciatore e allenatore di calcio italiano (n. 1944)
- 2024 - Massimo Cotto, giornalista, disc jockey e scrittore italiano (n. 1962)
- 2024 - Nicolae Covaci, compositore, cantante e chitarrista rumeno (n. 1947)
- 2025 - Edson Perri, pallanuotista brasiliano (n. 1928)
- 2025 - Hilary Weston, politica, imprenditrice e scrittrice canadese (n. 1942)

## Senza anno specificato(2)
- Betario di Chartres, vescovo franco
- San Plegmund, arcivescovo britannico